# Rue d'Austerlitz (Strasbourg)
Pour les articles homonymes, voir Rue d'Austerlitz.
Ne doit pas être confondu avec Petite rue d'Austerlitz.

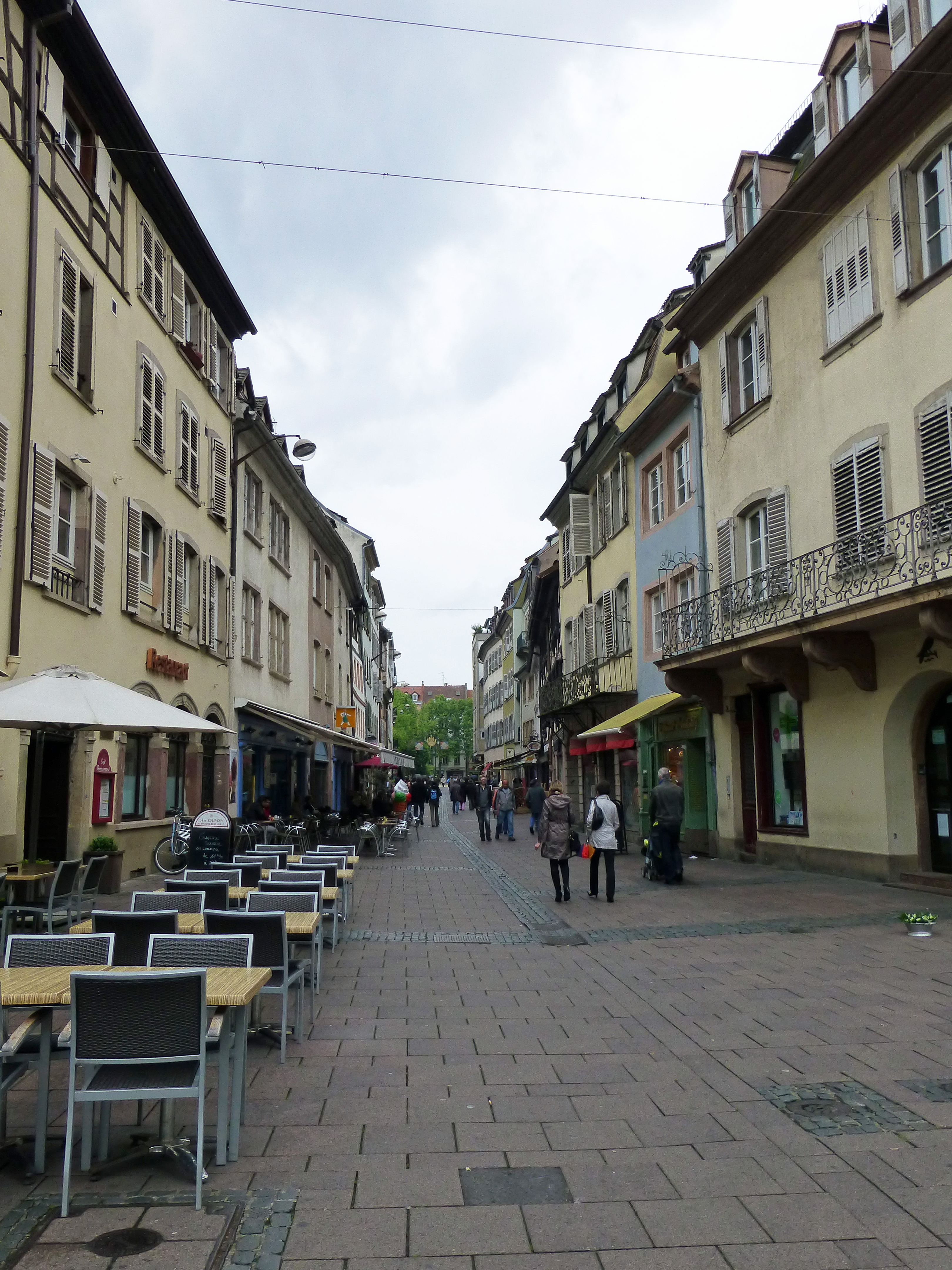
La rue d'Austerlitz

La rue d'Austerlitz est une rue de Strasbourg attestée depuis le XIIIe siècle.

## Situation et accès
Cette rue commerçante proche du centre-ville est située dans le quartier de la Krutenau, entre la place d'Austerlitz et la place du Corbeau.

## Origine du nom
Elle tire son nom en souvenir de la victoire remportée à Austerlitz sur les Russes et les Autrichiens, le 2 décembre 1805.

## Historique

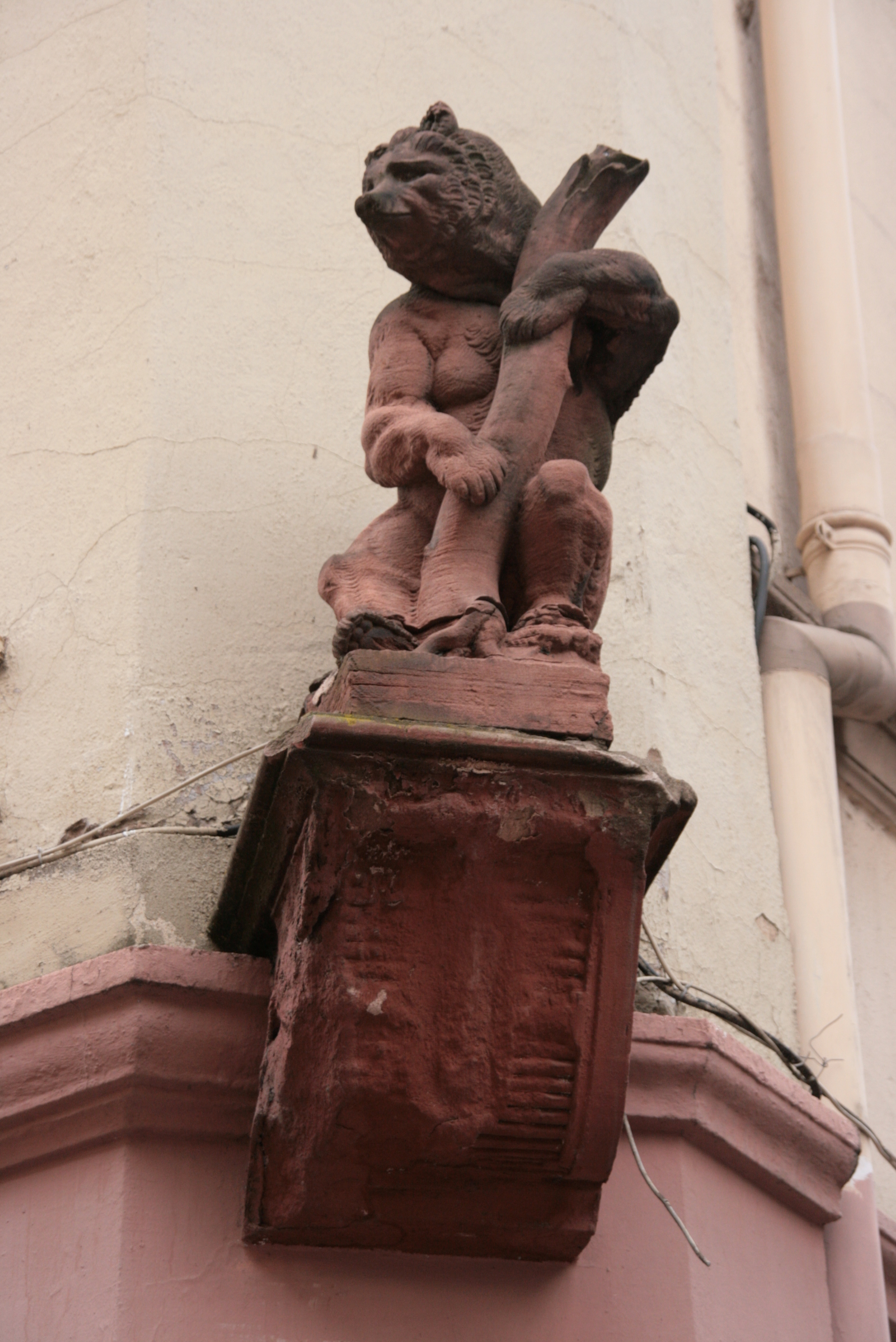
Ours sculpté au 17, rue d'Austerlitz, vestige d'un bâtiment du XIXe siècle sinistré en 1944

Les origines de la rue remontent au XIIIe siècle, où elle est connue comme rue des Bestiaux. En 1771, elle est renommée rue Dauphine, et en 1793  rue Rousseau. En 1795, elle devient la rue du 10 août, probablement en référence à la journée du 10 août 1792. 
En 1819, elle redevient la rue Dauphine, et adopte le nom de rue d'Austerlitz en 1831. Elle garde ce nom jusqu'à nos jours en alternance avec le nom allemand Metzgerstraße, utilisé de 1872 à 1918 puis de 1940 à 1944.
La rue accueille le tramway de Strasbourg de 1878 à 1956. En 1992, la rue devient piétonne malgré une forte opposition des commerçants.

## Bâtiments remarquables
- Maison au 5, rue d’Austerlitz : la porte d’entrée fait l'objet d'une inscription au titre des monuments historiques depuis 1929[3] ;
- Maison au 20, rue d’Austerlitz : cette maison construite au XVIe siècle comportait un oriel ayant fait l’objet d'une inscription au titre des monuments historiques en 1929[4]. La maison d’origine a été entièrement détruite dans le bombardement du 11 août 1944 et remplacée par un immeuble moderne. Bien que devenu sans objet, l’arrêté de protection n’a été abrogé que le 28 avril 2014[5].